# Godzilla vs. Mechagodzilla
Godzilla vs. Mechagodzilla är en japansk film från 1974 regisserad av Jun Fukuda. Det är den fjortonde filmen om det klassiska filmmonstret Godzilla.

## Handling
Utomjordingar försöker att ta över planeten. De har tillverkat en mekanisk Godzilla för att stoppa den riktiga Godzilla om han skulle ingripa.

## Om filmen
Filmen hade världspremiär i Japan den 21 mars 1974.

## Rollista (urval)
- Masaaki Daimon - Keisuke Shimizu
- Kazuya Aoyama -  Saeko Kanagusuku
- Akihiko Hirata - Hideto Miyajima
- Isao Zushi - Godzilla
- Kazunari Mori - Mechagodzilla
- Mamoru Kusumi - Angilas / King Caesar